# Macroptila fuscilaniata
Macroptila fuscilaniata là một loài bướm đêm thuộc phân họ Arctiinae, họ Erebidae.